# Northrop Grumman RQ-180
Die Northrop Grumman RQ-180 ist eine Tarnkappen-Aufklärungsdrohne der U.S. Air Force. Die RQ-180 ist der potenzielle Nachfolger der RQ-170 Sentinel und wurde Anfang Dezember 2013 im „Aviation Week“ enthüllt. Mittlerweile ist dort auch ein Foto veröffentlicht worden (siehe Weblinks).

## Entwicklung
Die Entwicklung der RQ-180 lässt sich bis zum „Joint Unmanned Combat Air System“-Programm zurückverfolgen, welches 2005 gestrichen wurde, da die Anforderungen der U.S. Navy und der U.S. Air Force zu gegensätzlich waren. Die Navy wollte ein trägergestütztes Modell und startete das UCAS-D-Programm, aus welchem die X-47B Pegasus hervorging. Die Air Force hatte mehr Interesse an einem größeren Modell, mit globaler Reichweite und startete deshalb ein „Classified Programm“. Northrop Grumman setzte sich in der folgenden Ausschreibung gegen Boeing und Lockheed Martin durch und erhielt 2008 den Entwicklungsauftrag für die RQ-180. Die Auslieferung der ersten Prototypen wurde dabei auf 2013 festgelegt.

## Konstruktion
Die RQ-180 weist ungefähr die Größe der RQ-4 Global Hawk (ca. 40 m Spannweite) und soll auch ähnliche Flugleistungen erbringen, insbesondere im Bezug auf die Einsatzdauer, was gegenüber der RQ-170 einen großen Vorteil darstellt. Um ISR-Missionen in stark verteidigten Lufträumen durchführen zu können, ist die Flugzeugzelle der RQ-180 stark tarnkappen-optimiert. Um aber die Anforderungen in Reichweite und Flughöhe erfüllen zu können, griff Northrop Grumman auf das sogenannte „Cranked-Kite“-Design zurück.